# One Piece-figurer
 Der er for få eller ingen kildehenvisninger i denne artikel, hvilket er et problem. Du kan hjælpe ved at angive troværdige kilder til de påstande, som fremføres i artiklen.

Det følgende er en liste over personer i mangaen og animeen One Piece uden en så stor rolle.

## Amazone
Den meget gamle portnerske i Skypia. Selvom folk ikke kan betale indgangsgebyret, lukker hun dem stadig ind, men hun fortæller dem aldrig om konsekvenserne ved ikke at gøre det.

## Hiruluk
Hiruluk var en kvaksalver fra kongeriget Drum og Tony Tony Choppers faderfigur. Han og Dr. Kureha var de sidste frie læger, da Wapol regnede alle andre læger, der ikke arbejdede for ham, som forbrydere. Han ved tilsyneladende mere om pyroteknik end medicin; det meste af hans medicin var eksplosivt og sårede patienterne i stedet for at helbrede dem.
I sine unge dage var Hiruluk en tyv, som var blevet diagnosticeret med en dødelig sygdom. En dag så han en bjergside fuld af meget smukke kirsebærblomster, som ifølge ham selv kurerede han. Efter dette mirakel fik han troen om, at der ikke fandtes nogen sygdom i verden, som ikke kunne kureres. Han vendte tilbage til Drum, hvor han var født, for at hjælpe med at kurere sygdom. Hiruluks største drøm var at helbrede indbyggernes syge hjerter, som var dannet pga. Wapols selviskhed – derfor tilbragte han de sidste 30 dage i sit liv på at prøve at få kirsebærblomster til at blomstre på den snedækkede ø.
På en af hans sidste dage gav Kureha ham hans præcise dødsdato. Hiruluk var oprindeligt den eneste person, som Chopper stolede på. Han overhørte Hiruluks samtale og ville nu finde en svamp, som kunne kurere Hiruluks sygdom. Han fandt svampen i en lægebog, hvor der var tegnet et dødningehoved og korslagte knogler ved siden af den, hvilket naturligvis betød, at den var giftig. Men Chopper havde lært, at dødningehovedet og de korslagte knogler også stod for piratens vilje, hvilket jo var godt. Han drog af sted efter svampen, men blev dødeligt såret i en kamp med et andet rensdyr. Chopper anede jo intet om, at svampen var giftigt og forærede den ivrigt til Hiruluk. Hiruluk vidste udmærket godt, at svampen var giftig, men han var rørt over, at Chopper havde sat livet på spil for at hjælpe ham og lavede derfor en suppe af svampen som en tak. Derefter blev hans anden store drøm, at Chopper skulle blive en læge.
Mens Hiruluk spiste svampesuppen, så han reaktionen på et eksperiment, der skulle få kirsebærrene til at blomstre. Han slugte det sidste af suppen og gjorde sig parat til at føre sin drøm ud i livet.
Kort efter viste han sig ved Kurehas hus. De snakkede om, at alle landets læger var blevet syge. Han bad hende om at hjælpe ham med at lade kirsebærrene blomstre og tage Chopper i lære, selvom han kunne regne hendes reaktion ud. Hun nægtede og sparkede ham ud af hendes hus. Derefter tog han mod slottet for at hjælpe de andre læger.
Da Hiruluk ankom til slottet, bekendtgjorde Wapol, at han havde narret Hiruluk. Hiruluk blev slet ikke vred, men erklærede i stedet hans lettelse over, at lægerne havde det godt. Han gav derefter en af de mest rørende taler i hele One Piece om, hvornår en mand dør.
Til sidst sammenblander han en eksplosiv drink, så han kunne dø af den i stedet for Choppers svamp. Øjeblikket før han drikker den, rejser han glasset og siger, at han havde haft et fantastisk liv.
Så dør han i en stor eksplosion.
Han nåede aldrig at se sin drøm gå i opfyldelse, men det gjorde den altså 6 år senere. Chopper var blevet en god læge og Drums folk ville bruge Hiruluks sidste opfindelse; et specielt kemikalie, der gjorde sneen lyserød og dermed skabte en illusion om kirsebærblomster i sneen.

## Broggy og Dorry
To legendariske kæmper, som kæmper en uendelig (og for nogens vedkommende meningsløs) kamp på Little Garden, en af Grand Lines øer. Hver af dem har en dusør på 100.000.000 dubloner. De to kæmper med utrolig lidenskab og viljestyrke, da reglerne for kamp mellem kæmper siger, at kampen skal kæmpes til døden. Dog kan ingen af dem huske, hvorfor de begyndte kampen i første omgang, men for 100 år siden kunne de ikke blive enige om, hvem der havde det største jagtbytte.
De har kæmpet i 100 år og Oda fortæller, at de var 58 år, da de begyndte at slås, hvilket betyder, at de må have været omkring 158 år gamle, da Luffy mødte dem.

## Camie
En havfrue, der viste sig i Hatchans kapiteltitelserie. Hun blev reddet af Hatchan fra et søuhyre sammen med hendes søstjerneven. Hun bliver hurtigt venner med Hatchan og bliver snart igen reddet af ham efter at være blevet kidnappet af nogle af Hatchan gamle venner. Til sidst i kapiteltitelserien åbner hun en postejbod sammen med ham. Senere bliver hun igen ædt af et havuhyr, men bliver reddet af Stråhattene, der egentlig kun prøvede at redde sig selv. Hun er den anden havfrue, der er set i serien.

## Carmen (Jia-Wen Liang)
Carmen (Jia-Wen Liang) blev introduceret i afsnit 576. Carmen er en kok, der i afsnittet blev reddet af Chopper. Hun har siden fulgt ham for netop at takke ham. Det ses i de senere afsnit at Carmen trænes af Chopper. I afsnit 813 afsløres det at Carmen er Namis partner

## Carne
Carne er en af de kokke med størst rolle på den flydende restaurant Baratie og er gode venner med Patty, siden begge blev kokke på samme tid. Han og Patty hjalp godt til med at forsvare Baratie, da Don Creek forsøgte at overtage restauranten.
Ligesom det meste af personalet på Baratie er han meget stolt over at være en kæmpende kok; han er straks parat på at forsvare restauranten mod Don Creek. Han kæmper normalt med en meget stor kniv.

## Chabo
En lille dreng fra landsbyen Goza, som ville dræbe Arlong for at hævne sin fars død, men Nami stak ham nogle penge og bad ham om at skride. Senere angreb han Usopp, da han troede, at Usopp også var et fiskemenneske (pga. Usopps næse), men blev stoppet af Nojiko. Senere hjalp han med at kontakte marinen, så de kunne redde Gozas overlevende, men desværre dræbte Arlong hele marineenheden. Efter Arlong Parks fald dropper han at hævne sin far og fester sammen med Kokos.

## Chaka
Også kendt som Sjakalen. En af de to kongelige vagter i kongeriget Alabasta, som tjener under Igaram. Den anden vagt er Peruh. Han er også kaptajn for den kongelige livgarde i Igarams fravær. Han har spist en djævlefrugt; Sjakalfrugten, som lader ham forvandle sig til en sjakal eller en blanding mellem et menneske og en sjakal. Han angreb Sir Crocodile udenfor det kongelige palads – først fordi Crocodiles mangel på medlidenhed gjorde ham vred og han ville beskytte landet, derefter for at købe tid til Corsa og Vivi – men Crocodile besejrede ham uden problemer begge gange.

## Chimney
Chimney er havtogkonduktøren Kokoros hyperaktive barnebarn og ejer af kaninen Gonbe (som tror, den er en kat). Stråhattene møder hende udenfor Water 7, og hun begynder straks at kunne lide dem.

## Conis
Conis er en indbygger i Skypia, som hurtigt bliver venner med Ruffy og co. efter deres ankomst. Hun hilser straks på Stråhattene, da de når øen og forklarer dem om hendes folks levevis. Hun er Pagayas datter og ejer af en skyræv ved navn Sue. Først tror Sanji, at hun er en engel og begynder på en kombination af tilbedelse af hende og flirten med hende. Pga. hendes venskab med Stråhattene bliver hun en af de mere vigtige personer i Skypia-sagaen. Da det opdages, at banden ikke har betalt Skypias indgangsgebyr, rapporterer hun dem fortrydeligt til Skypias 'gud' Enel, da det er en lov i Skypia. Hun gør det dog godt igen ved at hjælpe Stråhattene gennem Upper Yard, advare sit folk om Enels angreb og hjælpe Stråhattene tilbage til jorden efter sejren over Enel. Conis spiller harpe og har som våben en meget stor bazooka. Mange fans troede, at Conis ville blive et medlem af banden som Ruffys manglende musikant. Når hun er stresset, bider hun sig i underlæben ligesom Nefeltari Vivi.

## Kohza
Kohza er prinsesse Vivis barndomsven og var i sin barndom leder af Ørkendrengenes klan. Senere, da han er voksen, begynder Baroque-firmaet at skabe ophidselse i landet. De fleste, især Kohza, tror, at det er kongens skyld og derfor bliver han lederne af en stor rebelgruppe. Han nåede helt til Alubarna med sin hær, men gjorde sit for at stoppe opstanden, da han fandt ud af, hvad der virkelig fandt sted.

## Dalton
Dalton var oprindeligt en soldat, som tjente under kong Wapol, men fik til sidst nok af Wapols adfærd. Han blev set med Wapol i Alabasta ved et møde med Nefeltari Vivis far. Han blev inspireret til oprør af Bader. Efter at have set Baders ædle ofring vendte han sig mod Wapol, men blev smidt i fængslet og blev generet af Wapol og hans håndlangere Chess og Marimo. Dalton styrede landet efter Wapol forviste det ved Blackbeards invasion, hvilket gav folket tillid til ham.
Da Monkey D. Ruffy og hans bande ankom til Drum i søgen efter en læge, som kunne kurere Nami for hendes dødsensfarlige sygdom på deres rejse med Nefeltari Vivi til Alabasta, mødte de Dalton og nogle mænd, der troede, at de var der for at plyndre øen. Den eneste, som kunne helbrede Nami, var en heks ved navn Dr. Kuleha.
Snart vendte Wapol tilbage og undertrykte ham igen, men folket og ovenikøbet Wapols læger fortsatte med at hjælpe Dalton. Han blev senere hårdt, da han blev ramt af pile i sit forsøg på at beskytte indbyggerne. Og som tak for hjælpen fik han senere ekstreme planer som at sprænge Wapols slot i luften. Heldigvis besejrede Ruffy Wapol og sendte ham langt væk fra øen, hvorefter Drums folk valgte Dalton som deres nye konge og kaldte øen for kongeriget Sakura.
Han har djævlekræfter; han har spist Bull-bull-frugten, som lader ham forvandle sig til en bison og et bison/menneske-hybrid, som ligner en minotaur.

## Doktor Blackbeard
En person i Aces kapiteltitelhistorie. Ace forvekslede ham med piraten Blackbeard og slog ham i gulvet. Da Ace opdagede sin fejl, blev han kastet i floden af den vrede doktor Blackbeard, som fik hjælp af en vred kok, Ace ikke havde betalt.

## Doktor Kureha
Dr. Kureha er den eneste tilbageværende læge på Drum. På grund af hendes tiltider upassende behandling af patienter (hun kan gå så langt som at såre dem, hvis de ikke adlyder hendes ordrer), sammen med hendes tilbagetrukne natur, bliver hun ofte kaldt en heks. Men tværtimod er hun en statsanerkendt, uddannet læge, som har et godt helbred trods sin høje alder (139 år).
Dette er humoristisk, for hun har en krop, der er mindst lige så tiltrækkende som Namis og Robins, men dog et gammelt, rynket ansigt og i animeen en bedstemor-stemme. Hun klæder sig i tøj, der er mere passende for kvinder under 30 år og kan ikke klare at blive kaldt 'gammel' eller 'bedstemor'. Hun er muligvis også lettere alkoholiker, da hun altid har en flaske blommebrændevin på sig og ofte drikker af den. Et komisk træk ved hende er, at hun ofte bevidst fortolker folks spørgsmål til at være: Hvorfor ser du så ung ud?. Hun ser ud til stadig at have en del år endnu.
Dr. Kureha havde et lidt specielt forhold til Dr. Hiruluk; for det første så ud til at nyde at kende en anden fri 'læge', men på den anden side gad hun ikke lytte til de fleste af hans teorier og idéer, da han var en kvaksalver. Da hun fandt ud af, at Hiruluk var tæt på at dø, accepterede hun modvilligt hans sidste bøn; at oplære Tony Tony Chopper i medicin. Siden Hiruluk død har hun lært Chopper alt, hun vidste og hun så også til at være temmelig imponeret over det unge rensdyrs evner (selvom hun meget sjældent turde indrømme det). Da hun vidste, at Chopper kunne have godt af at opleve verden udenfor, prøvede hun at opmuntre ham til det ved at forbyde ham at tage af sted med Stråhattene. Mens hun stod ved Wapols slot, sagde hun farvel ved at skyde en gigantisk ladning af Hiruluks kirsebærblomst-pulver ud med kanoner.

## Gaimon
Gaimon er en person, hvis krop er fanget i en tom skattekiste. Dette skete, da han under forsøget på at finde en skat til sin piratbande gled ned fra en klippe på hybriddyrenes ø. Derefter efterlod hans bande ham på øen. Skattekisten blev efterhånden en del af hans krop og kan ikke blive fjernet, men han kan stadig bruge sine hænder, hoved og fødder. Det tog 20 år for ham om at blive fundet.
Da Gaimon er skrumpet ved at blive klemt sammen i kisten, kan han ikke længere klatre op af klippen. Han må dog stadig beskytte sine skatte, så han bruger sin pistol og uhyggelige stemme til at drive uvedkommende væk. Monkey D. Ruffy og Nami blev ikke bange for dette og de bliver dermed venner med ham. Ruffy klatrer op efter skatten, men desværre finder Gaimon ud af, at kisterne er tomme og at han har bevogtet en ikke-eksisterende skat i 20 år. Han fik tilbuddet om at slutte sig til Stråhattene, men afviste. Han regner nemlig dyrene på øen som sin skat og vil beskytte dem, så længe han kan.
I Buggys kapiteltitelserie møder han Gaimon og de to bliver også venner.
Eiichiro Oda har sagt, at Gaimon er den sjoveste person at tegne.
Gaimon er ofte fundet i videospillene, hvor man kan samle ham op og lade ham skyde på modstanderen.

## Genzo
Politibetjent i Kokos-landsbyen, der er Namis hjemby. Han har haft tætte bånd med Nami og Nojiko, siden de var børn, og kendte også deres adoptivmor, Bellemere, ret godt. Han holdt også byen sammen, da Arlong overtog landsbyen og holdt godt øje med, at alle var i sikkerhed og kunne betale deres tribut.
Genzo har en vindmølle på sin hat, som han brugte til at få Nami til at grine, da hun var en baby (denne vindmølle inspirerede også Ruffy til et angreb, han brugte i kampen mod Wapol). Han hjalp også med at redde Ruffy, da vedkommende var smidt i havet. Alle Genzos ar stammer fra hans første møde med Arlong, hvor han, i forsøget på at tage Nami tilbage, blev hugget over hele kroppen af Sorte Bæltes sværd. Arlong var også tæt på at dræbe ham for hans våbenbesiddelse, men Usopp reddede ham.
Genzos vindmølle var i øvrigt også inspiration til Namis nye tatovering – en vindmølle til at repræsentere ham og en appelsin til at repræsentere Bellemere. Efter Nami tager af sted med Stråhattene, har Genzo ikke længere brug for sin vindmølle, så han placerer den ved Bellemeres grav. Der afsløres vindmøllens oprindelse: Nami græd, fordi hun var bange for Genzos udseende, men Genzo satte vindmøllen på for at få hende til at grine. Ruffy var gennem hele Arlong Park-sagaen meget fascineret af vindmøllen; han lagde ikke engang mærke til marinesoldaterne, som prøvede at finde Nami, da han fandt Genzos vindmølle meget mere interessant.

## Gonbe
Chimneys kanin, som tror, at den selv er en kat. Den er flere gange blevet set efterligne Chimney.

## Goro
En graver i Gedatsus kapiteltitelserie. Der vides ikke så meget om ham endnu.

## Grizzly
Grizzly var en bjergrøver, som ledede en stor flok bjergrøvere. Da Ruffy var barn, ankom han til baren, hvor Ruffy, Shanks og piraterne festede, og forlangte øl, men fandt ud af, at piraternes havde drukket baren tør. Grizzly skred fra byen, men skulle lige fornærme Shanks inden. Ruffy blev rasende, og efter et par serier af begivenheder kidnappede Grizzly ham og tog ham med ud på havet. Dette endte med, at et søuhyre åd Grizzly. Han havde en dusør på 8.000.000 dubloner, som han var meget stolt af. Han brugte den ofte til at skræmme folk.

## Gan Fall
Gan Fall var den forrige gud i Skypia. Han stræbte efter at skabe fred mellem sit eget folk og Shandorianerne og var da også tæt på dette. Desværre angreb Enel med sin hær og skræmte Gan Fall og Shandorianerne væk på samme tid. Derefter tog Enel positionen som gud. I de næste år levede Gan Fall som himlens ridder, hvor han patruljerer landet og hjælper folk i nød (såsom Tony Tony Chopper, da han blev angrebet af Shura og Nami, da hun skulle slås mod Hotori og Kotori). Efter sejren over Enel bad Skypias folk ham om at tage sin position tilbage, hvilket han gjorde.
Hans hjælper, fuglen Pierre, har djævlekræfter; den har spist Hestefrugten, som lader den forvandle sig til en ægte hest eller en Pegasus. Gan Fall bruger Pierre til at rejse rundt i Skypia.
Gan Fall sagde i slutningen af Skypia-sagaen, at han havde mødt Gold Roger for over 20 år siden.

## Igaram
Kaptajn i den kongelige livgarde og Pell og Chakas boss. Han og prinsesse Vivi infiltrerede Baroque-firmaet og blev grænseagenter for at finde ud af, hvem organisationens boss var og hvilke planer, han havde. Det meste af Baroque-firmaet kendte ham som Mr. 8 før hans identitet blev afsløret, og han præsenterer sig selv som Hark, da han først bliver set i Whiskey Peak. Igaram kæmper med en saxofon, der skyder projektiler ud, når han spiller på den. Derudover har han små pistoler skjult i sit hår, som kommer til syne, når han hiver i to snore ved sin krave. Efter han og Vivis identitet blev afsløret, klæder han sig ud som Vivi som lokkedue, mens den rigtige Vivi tager tilbage til Alabasta. Men Nico Robin (kendt som Miss All-Sunday på det tidspunkt) sprængte hans skib i luften og han blev regnet som død indtil slutningen af Alabasta-sagaen, hvor han viser sig levende og ved godt helbred i Alubarna (hvilket kunne tyde på, at Robin slet ikke havde planer om at dræbe ham).
Han indhenter rebellerne med et vidne, drengen Kappa, som Mr. 2 gå ud af sin forklædning som kong Kobra; et bevis på, at opstanden blev startet af Baroque-firmaet og ikke som en fejl af kongen. Senere forklæder han sig igen som Vivi, mens hun holder en tale for Alabastas folk, så hun kunne snige sig væk i al hemmelighed for at sige farvel til Stråhattene. Han virker lidt for glad for kvindetøj og er blevet omtalt som en transvestit flere gange.
Han er gift med Terrakotta.

## Johnny og Yosaku
Johnny og Yosaku er Roronoa Zoros gamle venner og tidligere dusørjægerepartnere. De ses først lige før Stråhattenes ankomst til Baratie og hjælper dem indtil slutningen af Arlong Park-sagaen. De ses først, da Luffy og Usopp øver sig i at skyde med kanon og sigter på en lille ø, hvor Johnny og Yosaku befandt sig på. De var nemlig nødt til at stoppe der, da Yosaku led af skørbug, men heldigvis blev han behandlet af Nami. Zoro lånte deres sværd i sin kamp mod Hatchan, da hans andre var blevet ødelagt af Mihawk.

## Kappa
Kappa er en lille dreng fra Alabasta, som ville deltage i opstanden mod kongen, men Corsa ville ikke lade ham komme ind i rebellerne, da han var alt for ung. Kappa afslørede senere Baroque-firmaets hemmelighed og fandt ud af, at kongen var falsk. Daz Boness og Miss Doublefinger angreb ham for at dræbe ham, så han ikke kunne sige dette videre. Igaram finder ham senere i live og snart har Kappa fortalt hele Alabasta, hvad der virkelig sker. Det var hans vidneudsagn, der officielt endte krigen.

## Carue
Carue er Vivis galopand, en rapfodet ridefugl (et af de hurtigste transportmidler i Alabasta). Han har været hos hende, siden hun var helt lille, og er en af hendes bedste venner, som ovenikøbet sover i samme soveværelse som hende. Hans rolle i Vivis tid hos Stråhattene er mest for komikkens skyld, men af og til giver han Chopper vigtig information, besejrer Miss Goldenweek i Little Garden, redder Vivi fra Mr. 2 i Alabasta og dækker hende under rebellernes angreb.

## Kaya
Miss Kaya er en rig pige, som har har arvet alle sine forældres penge. Pludselig bliver hun syg, men får støtte af butleren Klahador, en mand, som hendes far fandt 3 år tidligere, hvor han lå halvdød på dørtrinet, hvorefter hendes far fik medlidenhed og tilbød ham et job. I hemmelighed klatrer landsbyens løgnhals, Usopp, op i et træ udenfor hendes vindue og fortæller hende løgnehistorier for at gøre hende i bedre humør. Dette er Klahador ikke særlig glad for og snart sparker han Usopp ud, da han tror, at Usopp har dårlig indflydelse på Kaya.
En dag overhører Usopp en samtale mellem Klahador og hypnotisøren Django. Klahador er i virkeligheden kaptajn Kuro, som afslører, at han vil dræbe Kaya for at arve hendes penge; det kan lykkes, fordi han i de sidste 3 år har fået Kayas og landsbyfolkenes tillid. Usopp prøver at advare Kaya, men hun tror ikke på ham og stikker ham en lussing, da han stædigt fastholder sin påstand. Til sidst finder hun ud af, at Usopp desværre talte sandt og efter sejren over Kuro, giver hun Stråhattene skibet Going Merry.

## Kokoro
Kokoro er konduktør på havtoget Puffing Tom. Hun bor ved stationen udenfor Water 7. Hun har et barnebarn ved navn Chimney. Derudover er hun også en udpræget dranker. Hendes ansigtstræk får det til at se ud, som om hun altid smiler uanset hvilke følelser, hun har. Hendes kropsform og underlige smil får hende til at ligne en frø. I virkeligheden er hun havfrue, der kan færdes påland, fordi nå havfruer fylder 30 år, deler deres hale sig i to og de kan færdes på land. Hun er den først havfrue set i serien, hvilket Sanji ikke er særlig glad for.

## Krokus
La Boums plejer og fyrmester ved fyrtårnet, der guider skibe fra Rivers Mountain til Grand Line. Han fortæller Stråhattene en masse om Grand Line, om logpasset, Raftel og om La Boums situation. Han har også en husbåd indeni La Boum, når han ikke arbejder ved fyrtårnet. Han har muligvis kendt Gold Roger i fortiden. Et komisk træk ved ham er, at han ofte stirrer tavst, kun til alle andres irritation.

## Kuina
Kuina var Roronoa Zoros barndomsveninde. Hun var datter af en fægtemester, som ejer en dojo samt grunden til, at Zoro slås med tre sværd og sætter et af sværdene højere end alle de andre.
Zoro blev hurtigt elev i dojoen og kæmpede regelmæssigt mod Kuina, men indså, at han ikke kunne besejre hende efter 2001 nederlag. Trods dette havde Kuina fået at vide fra sin far, at hun ikke kunne opnå sin drøm om at blive verdens største fægtemester, da hun som en pige ville modne til det fysisk svage køn, og det gjorde, at hun slet ikke satte forventninger til sin fremtid. Efter Zoro havde hørt hende fortælle tårefuldt om dette, blev han vred, da han vidste, at hun på ingen måde var svag og han kun trænede for at besejre hende; hvis han var sikker på, at hun senere ville blive fysisk svag, var der jo ingen mening i at træne. Han lovede hende, at hvis han nogensinde skulle besejre hende, så var det fordi, at han var blevet bedre og ikke fordi, at hun var blevet svagere. Dette gjorde Kuina i bedre humør og hun satte sig sit gamle mål igen. De to blev inspirerede og gav hinanden et løfte; at de begge ville blive stærkere og at en af dem skulle blive verdens største fægtemester. Næste dag faldt Kuina ned af trappen og døde i en ung alder. Zoro spurgte hendes far, om han måtte arve hendes sværd, hvorefter han lovede at vinde styrke for dem begge to og blive verdens største fægtemester.
Marineofficeren Tashgi ligner utroligt meget Kuina (både i udseende, personlighed og fægtestil), hvilket gør Zoro helt utryg ved hende. Det er dog endnu ikke afsløret, om de to har større forbindelse end det.

## Laboon
Laboon er en ekstremt stor hval (endnu større end mange af monstrene i Kalmebæltet), som stammer fra West Blue. Han er det første levende væsen, Stråhattene møder ved deres ankomst til Grand Line. For 50 år siden var Laboon blevet efterladt ved Revers Mountain af en gruppe pirater, som var blevet venner med ham. Hans art svømmer normalt i flokke, men han betragtede piraterne som sin flok og knyttede et meget stærkt bånd til dem, hvorefter han tålmodigt har ventet på dem ved Grand Lines indgang. Han bliver plejet af en læge ved navn Krokus, der normalt passer fyrtårnet, som guider rejsende indtil Grand Line.
Krokus fortalte til Stråhattene, at Laboon venner flygtede fra Grand Line og dermed forviste Laboon. Det vides ikke, om de stadig er i live. Den gamle læge har passet godt på Laboon lige siden hans venner forlod ham. Laboon er klar over, at hans venner ikke vender tilbage, men tør ikke se denne sandhed i øjnene. Laboon har mange ar på hans pande har han fået ved at slå hovedet ind i Revers Mountain; han håber, at han kan smadre bjerget og dermed vende tilbage til West Blue.
Monkey D. Luffy prøver at give Laboon en ny fornemmelse af håb ved at begynde at slås med hvalen ved hjælp af Going Merrys mast. Luffy erklærer kampen for uafgjort og lover Laboon, at de skal mødes igen, når Stråhattene har sejlet hele Grand Line rundt og på det tidspunkt tage en omkamp. Luffy maler sit flag på Laboon hoved som et symbol på pagten; og minder Laboon om, at han vil ødelægge maleriet, hvis han slår hovedet mod Revers Mountain. Stråhattene tager derefter afsked med deres to nye betydningsfulde venner.

## Merry
Merry er en af Miss Kayas plejere. Hans hareskår og små horn i håret giver ham et fårelignende udseende.
Ligesom de andre landsbyboere ignorerede Merry Usopps advarsel om Black Cat-piraternes forestående angreb, da han troede, at det var en af Usopps sædvanlige løgne. Kayas butler Klahador afslørede snart efter, at han ville tage Kayas formue og forsøgte derefter at dræbe Merry. Heldigvis overlevede Merry og blev fundet af Kaya næste morgen, hvor han fortalte hende, at Usopps løgn slet ikke var en løgn.
Efter lidt tid besejrede Stråhattene kaptajn Kuro og Black Cat-piraterne og han gav dem derefter, af taknemmelighed, skibet Going Merry.
Meget kunne tyde på, at Merry byggede Going Merry. Hvis han gjorde dette er han uden tvivl en dygtig skibsbyggere, siden han kunne bygge et så lille skib, der kunne klare sig så langt ind i Grand Line.

## Makino
Makino er en bartender i Monkey D. Ruffys hjemby, Vindmølleby. Hun er meget venlig og er gode venner med Shanks, Shanks' bande og Ruffy. Makino er tilsyneladende en af de mest kendte personer i Vindmølleby. Hun kender sandsynligvis også borgmesteren meget godt.

## Montblanc Noland
I nutiden er Montblanc Noland kendt fra et eventyr fra North Blue som en snyder og løgner, som opfandt historien om en gylden stad på øen Jaya. Han stod fast ved denne historie til hans død.
For 400 år siden var han en planteforsker, som fandt øen Jaya efter at have hørt en gylden klokke ringe der. Klokken blev regnet som et helligt objekt af øens indbyggere; Shandora-slægten. Noland og hans bande blev venner med slægten, specielt Shandora-krigeren Calgara og opdagede med deres hjælp den gyldne stad på øen.
Han vendte tilbage til sin hjemø Lvneel og fortalte kongen om ekspeditionen. Kongen beordrede derefter Noland til at føre ham til den gyldne stad. Men ved ankomsten til øen var alt guldet og alle mennesker på øen forsvundet. Kongen troede rasende, at Noland havde narret ham og dømte ham til døden. Han gik ovenikøbet så vidt at forklæde en af sine soldater som en af Nolands mænd og lade ham give falske udsagn om Noland. Til sidst ser Nolands bande hjælpeløst til og Noland undrer sig, med tårer i øjnene, over, hvad der var sket med hans nye venner og gyldne stad, hvorefter han bliver dræbt. Som en sidste hån afbilleder North Blue-eventyret ham som et lalleglad fjols, mens kongen er en modig kriger.
Den sande grund til byens forsvinden, hvilket Noland ikke vidste, er en undervandsgejser kaldet Knock-up-strømmen. Denne kraftfulde gejser skød en del af øen op i himlen, hvor ingen selvfølgelig kunne spore den. Da Kuffy ringer med den gyldne klokke i Skypia, bliver Nolands udsagn bevist sande, da klokkens klang kan høres helt ned til Jaya. Eventyret eksisterer stadig, men Nolands efterkommere, såsom Montblanc Cricket, føler sig befriet for 400 års skam.

## McKinley
Kaptajn for De hvide baretter (politiet i Skypia). I starten af Skypia-sagaen prøvede han at arrestere Stråhattene. Han virker først som en af Enels store tilhængere, men da han finder ud af, at Enel vil destruere hele Skypia, afslører han, at han kun adlød så mange af Enels ordrer for at sikre folkets sikkerhed. Derefter forlader han og de andre Hvide baretter Enels side og hjælper Conis med at evakuere alle mennesker.

## Minamoto
Tømreren Minamoto er en FPS-joke, som Oda opfandt for at forklare, hvordan en dør, der var blevet smadret af Grizzly, pludselig var hel igen kort tid efter. Ifølge Oda kan Minamoto ikke gå forbi en ødelagt dør uden at skulle reparere den.

## Moda
Malkepigen, som Ace møder i sin kapiteltitelhistorie. Hun redder ham op fra floden, han blev smidt i af en vred doktor Blackbeard. Ace gør gengæld ved at genforene hende med hendes forældre, der arbejder som kokke på et marineskib.

## Månesegl
Kaptajn for en piratbande, der blev set i Water 7 og det eneste bandemedlem med et afsløret navn. Han blev set kort på et skibsværft, hvor han nægtede at give Galley-La penge for reparationen af hans skib. Derefter begyndte han at skabe problemer og blev kort tid efter besejret af Galley-Las håndværkere. Han havde en dusør på 36.000.000 dubloner.

## Puddel
Puddel er borgmesteren af byen, som blev angrebet af klovnen Buggy tidligt i serien. Han bærer en rustning og er temmelig frygtløs (selvom han er svag), hvis han skal forsvare sin by. Med hjælp fra Ruffy, Zorro og Nami (og en smule hjælp fra hunden Shushu) kunne Puddel besejre Buggys bande og drive dem ud af byen, selvom Ruffy slog ham ud, så han ikke gik i vejen.

## Shushu
Shushu er en hund fra en havneby, som vogter en dyrefoderbutik dag og nat. Den bevæger sig aldrig fra stedet, da butikken tilhørte dens døde herre, som i øvrigt var en af borgmester Puddels gode venner.
Ved sit første møde med Monkey D. Ruffy slugte Shushu nøglen til buret, Ruffy befandt sig i. Pludselig dukkede Moji og Richi op for at lede efter Ruffy, Zorro og Nami. Da Richi så dyrefoderbutikken, gik den derind for at få en snack. Shushu kæmpede mod Richi for at forsvare butikken, men blev besejret. Til sidst kunne Shushu kun se sin herres butik brænde til aske. Ruffy slap ud af buret takket være Richi og så hvor trist, hunden var over sit tab af sin eneste skat, så derfor besejrede han Moji og Richi som hævn. Efter kampen fandt Ruffy en pose hundemad, der havde overlevet branden og gav den til Shushu. Shushu hjælper senere de tre pirater med at flygte fra de vrede indbyggere, da Ruffy afslører, at han slog borgmesteren. Shushu er sidst set i Buggys kapiteltitelhistorie, hvor den jager Moji væk.

## Skypias gud
Skypias gud for 400 år siden. Intet navn kendes på ham. Han blev vist i 3 billeder i kapitel 292. Han besluttede sig for at overtage Upper Yard og forvise Shandorianerne fra deres hjem, hvilket startede en 400 år lang krig.

## Son Chou
Borgmesteren i Luffys by. Han er den første person, som blander sig i Luffys slagsmål med Grizzly. Han er ikke glad for Luffys drøm om at blive en pirat, da det kunne 'bringe skam over landsbyen'; senere finder han sig dog i det og går ud fra, at det må være Luffys skæbne.

## Eyelashes
Eyelashes var kamelen, som rejste med Stråhattene i Alabasta-sagaen. Han lader kun piger som Nami og Vivi ride på ham. Nami blev imponeret over dette og valgte navnet 'Eyelashes' til ham, da hun syntes, at det lød sødt. Da han ikke vil lade andre ride på sig, begyndte resten af Stråhattene straks at betragte ham som pervers. For at lade Vivi nå ind til Alubarna forklædte han sig som hende, mens han bar en hvid kappe. Sammen med Usopp blev han jagtet af Mr. 2. I slutningen af Alabasta-sagaen forlangte Vivi, at Eyelashes skulle have speciel behandling og ville have ham med i galopændernes korps.